# Museo della Resistenza (Stazzema)
Il Museo della Resistenza, sito nel Parco nazionale della Pace di Sant'Anna di Stazzema, conserva la memoria dell'eccidio nazista del 12 agosto 1944.

## Storia
Inaugurato nell'autunno del 1982 dal presidente Pertini tramite la Legge Regionale n.39/91, divenne poi Museo Storico della Resistenza in Toscana.
Con la legge 381/2000, l'area museale è stata dichiarata Parco Nazionale della Pace, un luogo di memoria storica da tramandare alle nuove generazioni. Tra il 2005 e il 2006 alcuni lavori di riallestimento hanno introdotto una divisione in sezioni tematiche, poi inaugurate al pubblico nel 2007.

## Percorso museale
Il percorso museale, che prevede manifesti, contenuti multimediali, materiale fotografico e audiovisivo, prende il via dall'Armistizio di Cassibile del 1943 fino a giungere agli eventi dell'alba del 12 agosto 1944, la data dell'eccidio, quando i nazifascisti uccisero circa 540 vittime tra uomini, donne e bambini.
Una riproduzione di un particolare della Guernica di Picasso campeggia sulla facciata esterna, accanto all'ode di Calamandrei dedicata a Kesselring.
Il museo ospita un centro di documentazione che, dal 2019, offre una biblioteca specializzata (Cedos - Centro di Documentazione di Sant'Anna di Stazzema) e una sezione per ragazzi con volumi suddivisi per età. I temi della biblioteca  sono la Resistenza e la Liberazione della Versilia e, più in generale, della Toscana e delle stragi nazifasciste consumatesi in Italia.
Il museo ospita diverse opere scultoree, tra cui alcune di Ernesto Treccani, di Pietro Annigoni e di altri artisti contemporanei. Sita al pianterreno, la sala Padre Ernesto Balducci è adibita alla didattica e alle conferenze; una stanza attigua offre materiale bibliografico relativo alla prima metà degli anni 1940, in specie in riferimento alla Versilia, insieme a una selezione della stampa nazionale italiana ed estera.
Sita al piano superiore, la mostra «I bambini ricordano» raccoglie foto di Oliviero Toscani che ritraggono superstiti dell'eccidio, allora bambini nel 1944, e le loro testimonianze.

## L'ossario

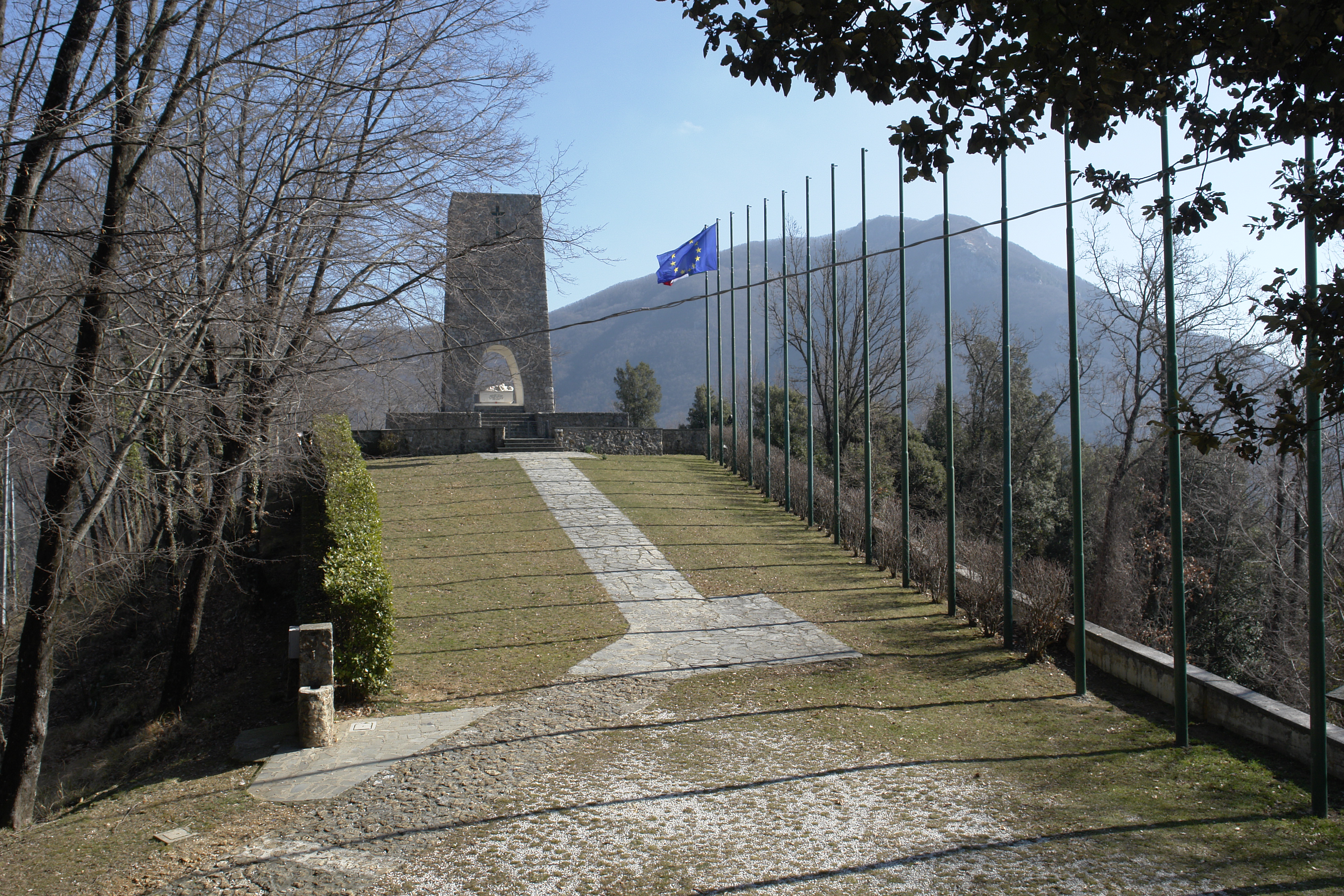
Vista del percorso che conduce al monumento ossario

Il monumento ossario si staglia su un punto panoramico e ospita il sacrario ove giacciono i resti delle vittime della strage.